# 弗爾博夫斯科

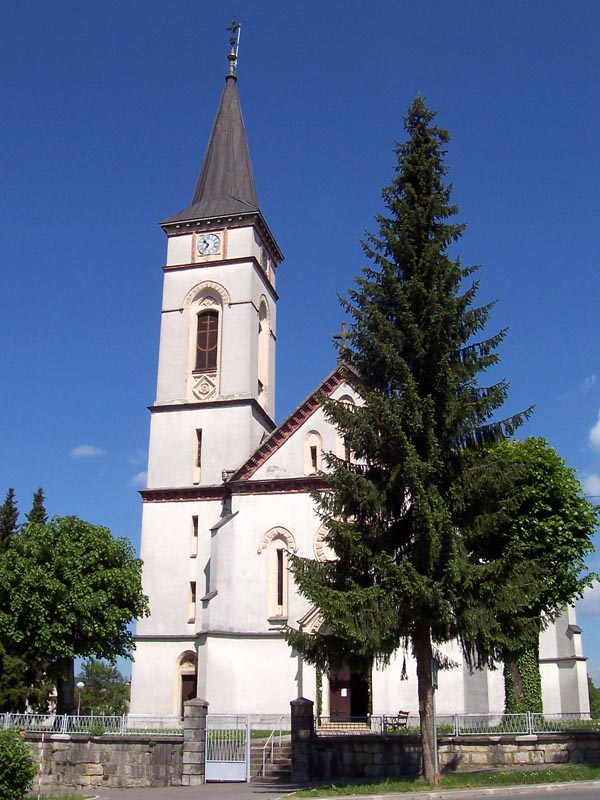

弗爾博夫斯科是克羅地亞的城鎮，位於該國西部，距離首都薩格勒布100公里，由濱海和山區縣負責管轄，面積280平方公里，海拔高度506米，2001年人口6,047。

## 外部連結
- 官方网站

45°22′N 15°05′E / 45.367°N 15.083°E